# Бадия бинт Хасан
Бади́я бинт Хаса́н (араб. بادية بنت حسن‎; род. 23 марта 1974, Амман) — принцесса Иордании и общественный деятель, младшая дочь принца Хасана ибн Талаля и его жены Сарват аль-Хассан.

## Биография
Принцесса Бадия бинт Хасан родилась 23 марта 1974 года в Аммане в семье принца Хасана ибн Талаля и его жены Сарват аль-Хассан. У неё есть две старшие сестры: принцессы Рахма (род. 1969) и Сумайя (род. 1971), а также младший брат – принц Рашид (род. 1979).
Принцесса Бадия закончила начальную школу в Аммане, а затем поступила в Шерборн Гёрлз (Дорсет). Затем она поступила в Оксфордский университет, получив степень бакалавра искусств, а позже стала бакалавром истории. Затем принцесса Бадия закончила Университет права и в 1998 году была приглашена в коллегию адвокатов в Линкольнс-Инн. Принцесса Бадия бинт Хасан стала первым адвокатом в королевской семье Иордании. Принцесса получила степень магистра в области международного права, закончив Лондонскую школу экономики и политических наук.
Принцесса Бадия сотрудничает с международными организациями и участвует в инициативах, направленных на поощрение прав человека и помощи беженцам, работая в специальном фонде, который предоставляет образование и помощь молодым беженцам. Принцесса Бадия работает над проектами, которые направлены на укрепление межконфессионального и межкультурного взаимопонимания, а также над проектами, направленными на поддержку молодежи.